# Lucas Rosenblatt
Lucas Rosenblatt (* 18. November 1954 in Basel) ist ein Schweizer Koch, Fernsehkoch und Kochbuchautor.

## Leben
Lucas Rosenblatts Lehr- und Wanderjahre als Koch führten ihn quer durch die Schweiz von Valbella nach Genf, auf den Bürgenstock, über Arosa und Grindelwald nach Zermatt, Zürich und schliesslich nach Luzern, wo er das erste Mal als Küchenchef bei Marianne Kaltenbach im Restaurant Raben wirkte. Von dort wechselte er als Küchenchef für einige Jahre ins Hotel Albana nach Silvaplana, wo er sich 16 Gault-Millau-Punkte erkochte. Den Wunsch aufs eigene Restaurant erfüllte er sich danach mit dem Waldhaus im luzernerischen Horw, das er bis 2001 führte.
Während Lucas Rosenblatt seine Küchenkunst erweiterte und verfeinerte, war er in vielen weiteren Bereichen aktiv. So wurde er für die Schulung der Köche in den Restaurants der Genossenschaft Migros Zürich engagiert, beriet verschiedene Betriebe in der Schweiz im Auftragsverhältnis, ebenso Gate Gourmet in Buenos Aires und das Hotel Schindlerhof von Klaus Kobjoll in Nürnberg. Er half bei der Entwicklung neuer Produkte für den Traiteur Pizoler und die Berner Tofurei. Als einer der ersten Schweizer Fernsehköche produzierte er in den 90er-Jahren mit Silvia von Ballmoos die Kochsendung „Gsund und Guet“ für das Schweizer Fernsehen.
Seit 2002 führt Lucas Rosenblatt erfolgreich seine eigene Kochschule unter dem Namen „Kirschensturm“, erst in Littau und ab 2007 in einer ehemaligen Backstube in Meggen. Zusätzlich arbeitet er regelmässig als Caterer für ausgesuchte Anlässe. Seine wöchentlichen Mittagstische in der Backstube sind legendär und verlangen eine Reservation über Monate hinaus im Voraus. Der grossen Nachfrage wegen kreiert er immer mehr Gourmetprodukte für den Genuss daheim, die er über seinen eigenen Webshop Lucas Rosenblatts Genusswelt vertreibt. Ende August 2010 lancierte Lucas Rosenblatt seine neuste Kreation, das Schlemmerglas. Ganz nach Grossmutters Einmachmethode bietet er im umweltfreundlichen Weckglas fixfertig gekochte, saisongerechte Gerichte an.

## Veröffentlichungen
Beim Fona Verlag in Lenzburg veröffentlichte Lucas Rosenblatt eine Vielzahl von Kochbüchern:
- Afrika – Fair gekocht und heiss gegessen, 2005
- Balsamico – Würzen mit edlem Essig, 2005
- Das grosse Buch der Saucen, 2007
- Das grosse Buch der 100 Gewürze und Kräuter, 2003
- Fondues, 2008
- Käsefondues, 2008
- Kaffee – Was so eine Bohne alles kann, 2002
- Kartoffel – Die tolle Knolle im Rampenlicht, 2002
- Kirschen und Kirsch – Eine edle Frucht und ihr göttliches Destillat, 2008
- Minze – Viel mehr als Tee, 2007
- Quitte – Das Comeback einer vergessenen Frucht, 2006
- Wildgerichte – Ein kulinarischer Wildkompass, 2003
- Apfel
- Das Tomaten-Kochbuch
- Kochen mit Sauerkraut und Sauerrüben
- Launische Forelle und Kirschensturm
- Raffinierte Blattsalate

## Auszeichnungen
- 1993: 16 Gault Millau-Punkte als Küchenchef im Hotel Albana in Silvaplana